# Capítulos de la historia de Chile
Capítulos de la historia de Chile es un libro de Lucy Lortsch —utilizando el seudónimo de «Ranquil»— publicado en Chile por la Editora Nacional Quimantú en marzo de 1973 bajo la serie "Nuestra Historia" de la colección "Camino Abierto", con un tiraje de 10 000 ejemplares. Generó controversia debido a la narrativa utilizada, que se alejaba de la visión tradicionalista y academicista, a la vez que sus detractores acusaban a la obra de revisionismo histórico con una interpretación marxista.

## Sinopsis
El libro, que contaba con una introducción a cargo de Manuel Fernández Canque —investigador del Instituto de Historia de la Universidad Católica de Chile—, era un compendio de divulgación que, a través de un lenguaje sencillo para llegar a los sectores populares, buscaba presentar una visión alternativa de distintos episodios de la historia de Chile, partiendo por la época de la Conquista española y finalizando en el gobierno de Eduardo Frei Montalva (1964-1970). Fernández atacaba a la clase burguesa en su introducción, señalando que «como se reproducía a sí misma en la forma de producción existente en Chile, esa clase social utilizaba la ideología adecuada para mantener aquellas condiciones y hacía de la historia una categoría más que servía para el sojuzgamiento y la opresión del pueblo».

## Autoría
El libro fue publicado originalmente bajo el seudónimo de «Ránquil», pero durante la controversia generada tras su salida al público, la revista Ercilla publicó en julio de 1973 que la autora se llamaría Ana Simpson y sería «una profesora primaria de provincia»; dicha información fue replicada por el diario Clarín. Sin embargo, el diario Las Últimas Noticias señaló a inicios de agosto que la autora del libro era la pintora y grabadora Lucy Lortsch Revett; la información fue confirmada por el Conservador de Derechos Intelectuales, organismo dependiente de la Dirección de Bibliotecas, Archivos y Museos, a raíz de una solicitud hecha por el Senado.

## Reacciones
El libro comenzó a ser distribuido para su venta en junio de 1973, y posterior a su salida una de las primeras críticas fue publicada en la revista Chile Hoy, que señalaba que la autora logró su objetivo de «escribir una obra que ponga al alcance de los trabajadores la historia de Chile, presentando los hechos dentro de su contexto económico y social. La “historia patria oficial” se ha encargado de limar sistemáticamente cualquier asomo de enfrentamiento de clase». La autora publicó una aclaración en el diario La Nación el 12 de agosto, la que recibió la defensa del historiador Armando de Ramón, miembro de la Academia Chilena de la Historia, quien a la vez criticó a sus compañeros de academia por sus comentarios y ataques hacia Lortsch. Alejandro Chelén Rojas, jefe del departamento de Ediciones Especiales de Quimantú, criticó a los opositores a la publicación del libro, señalando que «a ellos les irrita que los trabajadores se estén dando cuenta de lo que es Chile, lo que es el socialismo, de lo que ha sido la explotación del hombre por el hombre».
La publicación del libro generó rechazo en círculos militares, políticos y la prensa de oposición al gobierno de Salvador Allende: el 12 de julio de 1973 la Unión de Oficiales en Retiro de la Defensa Nacional envió una carta al ministro de Defensa, Clodomiro Almeyda, expresando su malestar por el contenido de la obra. Un comentario publicado en el diario La Cruz del Sur rechazaba la omisión del hundimiento de la Esmeralda y la muerte de Arturo Prat en el combate naval de Iquique, mientras que el senador Humberto Aguirre Doolan (PIR), quien a su vez era el presidente del Instituto O'Higginiano de Chile, calificaba al libro como una «grave tergiversación histórica». El escritor Jorge Inostrosa Cuevas, autor de la novela Adiós al Séptimo de Línea, calificó a Capítulos de la historia de Chile como «una de las más grandes traiciones a la Patria», mientras que la Academia Chilena de la Historia —mediante su presidente, Eugenio Pereira Salas, y su secretario, Luis Valencia Avaria— emitió el 8 de agosto una declaración en la que rechazaba el texto aduciendo falta de rigor histórico.
El senador Alberto Jerez (IC) criticó la publicación del libro, a la vez que acusó a la derecha chilena de realizar un «rasgamiento de vestiduras» y sugiriendo que políticos opositores a la Unidad Popular no habían criticado comentarios ofensivos realizados por otros historiadores hacia próceres y personajes destacados chilenos:

¿Dónde están las palabras condenatorias para el historiador Francisco Antonio Encina, hombre de ellos, quien calificó a figuras patriotas de la independencia y a Vicuña Mackenna, Lastarria, Bilbao, Arcos, etcétera -todos ellos hombres de pensamiento liberal-, de “desconformados cerebrales”?
Alberto Jerez, 26 de agosto de 1973

El 22 de agosto de 1973 se realizó en el Cementerio General de Santiago, frente a la tumba de Bernardo O'Higgins, un acto de desagravio a su figura, la que según círculos militares había sido mancillada por la publicación del libro.
Posterior al golpe de Estado del 11 de septiembre de 1973, el 2 de octubre Lucy Lortsch fue detenida por su autoría del libro Capítulos de la historia de Chile, estando detenida tanto en el Estadio Nacional como en la Cárcel El Buen Pastor de Santiago. Más de un año después de su detención, el 18 de octubre de 1974 fue anunciada su liberación, y el 7 de noviembre fue expulsada del país, dirigiéndose hacia Francia.